# Relatório Barca

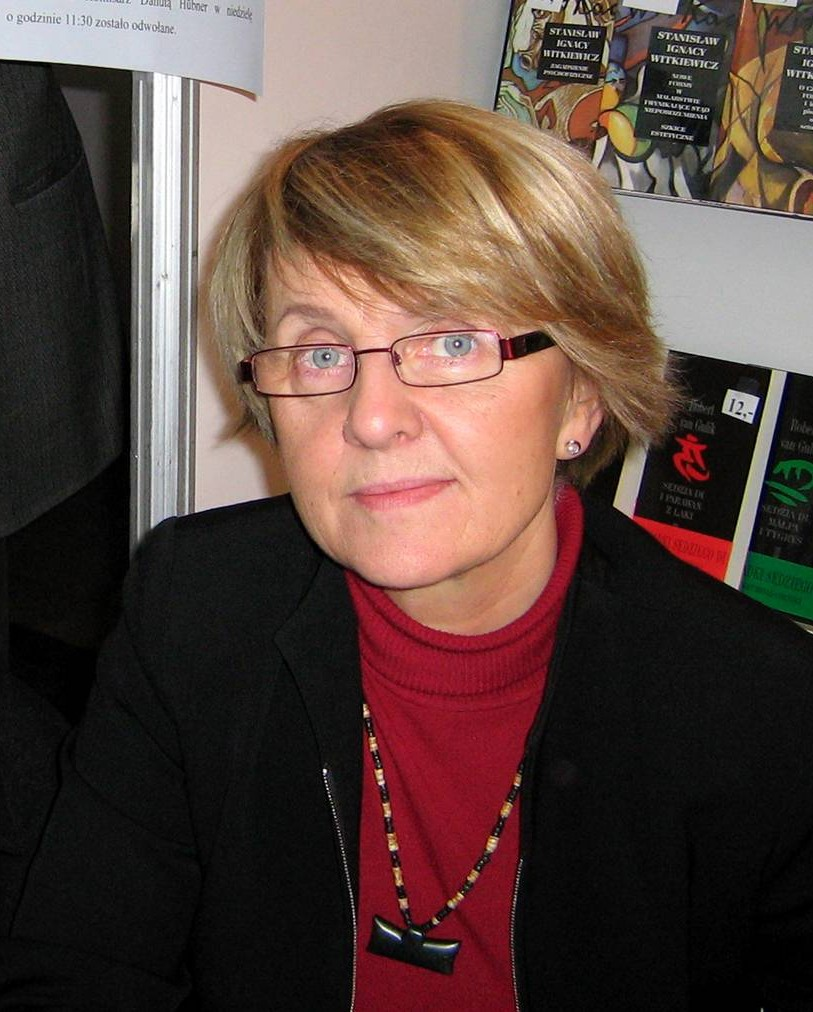
Danuta Hübner, comissária europeia para a Política Regional entre 2004 e 2009.

Relatório Barca é um documento apresentado em Bruxelas no dia 27 de Abril de 2009 onde são formulados os princípios da política de coesão da União Europeia e incluídas propostas orientadoras para a sua reforma generalizada.
Com a designação completa de Relatório Barca – Uma agenda para a reforma política da coesão, o documento foi preparado por Fabrizio Barca, director-geral no Ministério das Finanças e da Economia de Itália, a pedido da comissária Danuta Hübner, responsável pela Política regional da União Europeia. O relatório foi desenvolvido de forma totalmente independente da Comissão Europeia, constitui um documento que reflecte uma completa análise da racionalidade das políticas de coesão, bem como a motivação para uma estratégia de crescimento, ancorada no desenvolvimento local, apontando as mudanças de direcção a tomar no próximo ciclo de programação.
Para a sua realização, contou com a participação de diversas entidades e uma alargada contribuição de diferentes pontos de vista, nomeadamente, académicos peritos nestes assuntos, políticos de diversos Estados-membros e regiões, funcionários da Comissão Europeia e a apreciação de mais de 200 artigos e documentos. O Relatório Barca é o corolário de uma reflexão que foi iniciada em 2007 com a publicação do Quarto Relatório sobre a Coesão Económica e Social e que se prolongou pelo ano de 2008, com a realização de inúmeras audiências, reuniões, workshops e seminários, com vista a definir um rumo para esta política depois de 2013.

## Objectivos
Nos seus próprios termos, o relatório define como principal, o propósito de iniciar um tempo de debate e estabelecer uma agenda de mudança, que ajude a evitar o risco de se efectuarem as mudanças erradas ou mesmo não se efectuar qualquer mudança, o que seria igualmente arriscado.

## Argumentos
Como resultante da análise efectuada o documento aponta alguns argumentos:
- Existem boas razões, fundamentadas em teoria económica e interpretação política do actual estado da União Europeia, para esta reservar uma boa parte do seu orçamento para o fornecimento de bens públicos europeus, através de uma estratégia de desenvolvimento local orientada para objectivos sociais e económicos;
- A política de coesão proporciona a base apropriada para implementar esta estratégia, embora seja necessário levar a cabo uma reforma destas;
- A reforma requer a adopção de um ideal político forte, uma concentração de prioridades, mudanças-chave na governação, um novo compromisso político de alto nível e um apropriado ajustamento do processo negocial do orçamento;
- Os recentes acontecimentos económicos e políticos aumentaram a urgência da mudança.

## Propostas
A reforma proposta no relatório, para a política de coesão, é organizada segundo 10 pilares:
1. Uma concentração inovadora nas prioridades centrais e uma atribuição territorial conservadora;
2. Um novo quadro estratégico para a política de coesão;
3. Uma nova relação contratual, com implementação e sistema de relatórios orientados para os resultados;
4. Uma governação reforçada para as principais prioridades;
5. Favorecer a despesa suplementar, inovadora e flexível;
6. Promover a investigação e mobilizar os agentes locais;
7. Promover o processo de aprendizagem: avançar para uma avaliação prospectiva[7], de impacto;
8. Refocalizar e reforçar o papel da Comissão como centro de competência;
9. Tratar da gestão financeira e do controlo;
10. Reforçar o sistema de equilíbrio e controlo dos poderes políticos a alto nível.